# Ixtlilton
Na mitologia asteca, Ixtlilton (do nahuatl o negrinho ou nosso senhor negro) era o deus da medicina e saúde.